# Turolium
Turolium ist eine regionale Stufe im terrestrischen Neogen Europas. Sie entspricht den Zonen MN 11, 12 und 13 der europäischen Landsäugetier-Chronologie (ELMMZ = „European Land Mammal Mega-Zones“). Das Turolium wird vom Vallesium unterlagert und vom Ruscinium überlagert.

## Geschichte und Typlokalität
Die Stufe wurde von Miquel Crusafont i Pairó 1965 vorgeschlagen. Sie ist benannt nach dem Calatayud-Teruel-Becken (Katalonien). Turolium ist der lateinische Name von Teruel.

## Definition
Die Untergrenze ist durch das Einsetzen der Großsäugetiergattungen Birgerbohlinia und Lucentia, bei den Kleinsäugern Parapodemus lugdunensis, Huerzelerimys vireti, Occitanomys sondaari. Die Stufe endet (bzw. das Ruscinium beginnt) mit dem Erstauftreten von Sus arvernensis, Croizetoceros, Acinonyx und Felis issiodorensis (Großsäugetiere) und Promimomys, Trilophomys, Celadensia und Castor (Kleinsäugetiere). Die Stufe wird mit den chronostratigraphischen Stufen des Oberen Tortonium, des Messinium und dem untersten Teil des Zancleum korreliert. Dies entspricht in der Geochronologie dem Zeitraum von 8,7 bis 4,9 Millionen Jahren.

## Untergliederung
Die Stufe wird in drei Biozonen MN 11, 12 und 13 untergliedert. Entsprechend wird die Stufe auch in Unteres, Mittleres und Oberes Turolium unterteilt.